# Polson
Polson (Salish: nč̓mqnetkʷ, ktunaxa: kwat̕aq̓nuk) és una població dels Estats Units a l'estat de Montana. Segons el cens del 2000 tenia 4.041 habitants.

## Demografia
Segons el cens del 2000, Polson tenia 4.041 habitants, 1.739 habitatges, i 1.052 famílies. La densitat de població era de 575,7 habitants per km².
Dels 1.739 habitatges en un 31,1% hi vivien nens de menys de 18 anys, en un 42,7% hi vivien parelles casades, en un 13,2% dones solteres, i en un 39,5% no eren unitats familiars. En el 34% dels habitatges hi vivien persones soles el 16,7% de les quals corresponia a persones de 65 anys o més que vivien soles. El nombre mitjà de persones vivint en cada habitatge era de 2,25 i el nombre mitjà de persones que vivien en cada família era de 2,86.
Per edats la població es repartia de la següent manera: un 25,6% tenia menys de 18 anys, un 8,7% entre 18 i 24, un 25,3% entre 25 i 44, un 20,9% de 45 a 60 i un 19,6% 65 anys o més. La composició racial era 74,7% blancs, 0,2% afroamericans, 15,7% amerindis, 0,8% asiàtics. Els hispànics de qualsevol raça són el 3,4% de la població.
L'edat mediana era de 39 anys. Per cada 100 dones de 18 o més anys hi havia 83,8 homes.
La renda mediana per habitatge era de 21.870 $ i la renda mediana per família de 30.833 $. Els homes tenien una renda mediana de 21.113 $ mentre que les dones 19.210 $. La renda per capita de la població era de 13.777 $. Aproximadament el 16% de les famílies i el 19,8% de la població estaven per davall del llindar de pobresa.

## Poblacions més properes
El següent diagrama mostra les poblacions més properes.